# Stargate : L'Arche de vérité
Série Stargate SG-1
Le Temps d'une vie (saison 10)
(2007) Stargate : Continuum
(2008)
Pour plus de détails, voir Fiche technique et Distribution.
Stargate : L'Arche de vérité ou La Porte des étoiles : L'Arche de la vérité au Québec est un film de science-fiction américain réalisé par Robert C. Cooper et sorti en 2008. Sorti directement en vidéo, il est disponible depuis le 11 mars 2008 en Amérique du Nord et le 23 avril 2008 en France, au Benelux et en Suisse. Il fait partie de l'univers de fiction Stargate.
Après l'annulation de la série télévisée Stargate SG-1 et la diffusion de son dernier épisode en juin 2007, le producteur exécutif Brad Wright avait annoncé avoir obtenu de la MGM, détentrice des droits de la franchise, l'accord pour produire deux films directement en DVD. Stargate : L'Arche de vérité est alors le premier, il sera suivi de Stargate : Continuum. Ce téléfilm est donc destiné à clore l’histoire des Oris développée dans les saisons 9 et 10. Pour faire face à l'armée ennemie des Oris qui s'apprête à envahir la Terre, l'équipe SG-1 part à la recherche de l'arme ultime : l'Arche de vérité.

## Résumé
Sur la planète Dakara, SG-1 découvre un artefact des Anciens, l'Arche de Vérité, qui pourrait leur permettre de stopper l'invasion de l'armée des Oris dans la Voie lactée. Malheureusement, les troupes des Oris et leur commandant Tomin débarquent, et l’équipe encerclée doit alors se rendre aux soldats ennemis. Lorsque le prêcheur des Oris se rend compte que l'objet découvert par SG-1 est inoffensif, il ordonne aux soldats d’exécuter les prisonniers. Tomin refuse d'exécuter ses ordres en raison de la parole qu'il a donnée de leur laisser la vie sauve et de la présence de Vala, sa femme qui est membre de SG-1. Le Colonel Cameron Mitchell en profite alors pour s’emparer d’une arme et tue le prêcheur.
De retour au SGC, Daniel Jackson écoute le récit de Tomin sur l’imminence de l'invasion de la Terre. James Marrick est envoyé par la CIS pour interroger Tomin, qu’il considère comme un prisonnier, alors que ce dernier souhaite aider la Terre à trouver la véritable Arche, qui se trouve sur une planète de sa galaxie. Le Colonel Mitchell se voit alors confier le commandement de l'Odyssée pour mener la mission de recherche dans la galaxie des Oris en traversant la superporte. James Marrick accompagne l'équipage en tant que représentant de la CIS.
Dans la galaxie ennemie, la situation devient très vite intenable. Une partie de SG-1 découvre enfin la vraie Arche de vérité sur la planète Celestis, mais elle est rapidement arrêtée par des troupes Oris au sol. Teal'c n'a pas été capturé et marche vers le centre de Célestis dans un désert avec un bâton de prêcheur pour s'appuyer, mais il s'écroule et est ranimé par un souffle d'Ancien et il court ensuite rejoindre Tomin, Vala, et Daniel Jackson. L'Arche de vérité est ramenée par le Doci, le chef des prêcheurs, devant les Flammes de l'Illumination où Tomin et Vala ainsi que Daniel Jackson voient venir Adria, la fille de Vala qui a réussi l'Ascension et qui veut conquérir les mondes pour les Oris avec l'aide des prêcheurs et de leurs soldats. Adria a acquis tous les pouvoirs des Oris et veut détruire les Anciens qui restent une menace pour elle.
Pendant ce temps en orbite, Marrick exécute le véritable plan de la CIS : sacrifier le vaisseau et recréer les réplicateurs pour infester la galaxie des Oris. L'équipage de l’Odyssée va devoir se battre à la fois contre un ennemi à l'intérieur, mais aussi contre les vaisseaux Oris qui les encercle. Dans le même temps, la Terre détecte grâce au seul vaisseau terrien restant, l'Apollo, l'arrivée de sept croiseurs Oris. Cameron parvient à obtenir de Marrick, transformé en super-réplicateur, le code d'autodestruction des réplicateurs conçu par la CIS comme ultime sauvegarde et enraie ainsi l'infestation, cependant quatre vaisseaux oris débarquent et attaquent l'Odyssée.
À Célestis, Teal'c libère son équipe et leur apprend que si un prêcheur est atteint par l'Arche de Vérité, alors sa crédulité, son allégeance et sa soumission cesseront et son bâton transmettra cette vérité aux autres prêcheurs proches et leurs combats mortels cesseront contre les terriens et les populations locales réfractaires à l'adoration des Oris. Daniel Jackson active ensuite l'Arche de vérité avec le mot ORIGINE qui veut dire Vérité en Ancien, et il en ouvre le coffre où l'Arche produit un faisceau de lumière intense qui convertit le Doci à la conviction qu'Adria n'est pas une déesse invincible à adorer, et partant, tous les prêcheurs de la Galaxie Ori, arrêtant de fait les vaisseaux oris qui attaquent l'Odyssée. Adria se retrouve dès lors considérablement affaiblie et la Fée Morgane, l'Ancienne qui a aidé Teal'c à se relever dans le désert, intervient et la piège dans un combat éternel.
Sur Terre, un prêcheur rencontre le Général Landry et lui dit de soumettre tous ses habitants aux Oris sous peine d'annihilation. Le Général amène devant lui l'Arche de vérité activée qui, une fois ouverte, développe la lumière qui convainc le prêcheur de son ignorance et cela fait arrêter tous les vaisseaux Oris qui menacent la Terre. À la fin, l'Arche de vérité part dans la zone 51 pour y être étudiée, puis SG1 s'apprête à repartir en exploration à partir de la Porte des étoiles pour une nouvelle mission.

## Fiche technique
Sauf indication contraire, les informations mentionnées dans cette section peuvent être confirmées par la base de données cinématographiques IMDb,  présente dans la section « Liens externes ».

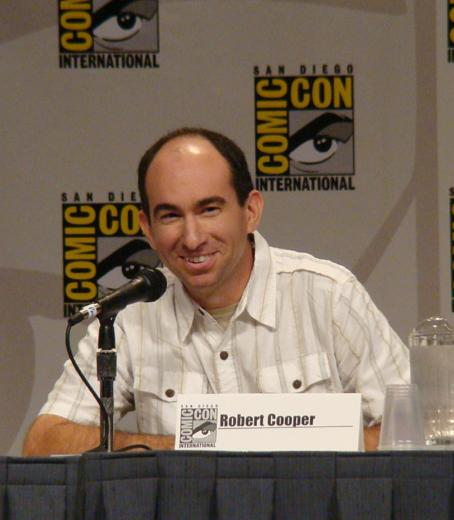
Robert C. Cooper, scénariste et réalisateur.

- Titre original : Stargate: The Ark of Truth
- Titre français : Stargate : L'Arche de vérité
- Titre québécois : La Porte des étoiles : L'Arche de la vérité
- Réalisation : Robert C. Cooper
- Scénario : Robert C. Cooper, basé sur un concept de Dean Devlin, développé à l'origine pour la TV par Jonathan Glassner et Brad Wright
- Musique : Joel Goldsmith
- Direction artistique : Chris Beach et Thom Wells
- Décors : James Robbins, Mark Davidson et Robert Davidson
- Costumes : Christina McQuarrie
- Photographie : Peter F. Woeste
- Son : William Skinner, Paul A. Sharpe, Iain Pattison, Graeme Hughes
- Montage : Stein Myhrstad
- Production : Robert C. Cooper, John G. Lenic et Brad Wright

Productrice associée : Allison Volk
Producteur délégué : N. John Smith
- Société de production : Kawoosh! Productions DTV I, avec la participation de Metro-Goldwyn-Mayer (MGM)
- Sociétés de distribution :
  -  : Metro-Goldwyn-Mayer (MGM) (Tous médias)
  - États-Unis : MGM Home Entertainment (DVD / Blu-Ray)
- Budget : 7 000 000 $ [réf. nécessaire]
- Pays de production :  États-Unis,  Canada
- Langue originale : anglais
- Format : couleur - 16 mm - 1,78:1 (Widescreen) - son DTS (5.1 surround)
- Genre : science-fiction, action, aventure, drame, fantastique
- Durée : 97 minutes
- Dates de sortie :
  - États-Unis : 11 mars 2008 (sortie directement en vidéo)
  - France : 23 avril 2008 (sortie directement en vidéo)
  - États-Unis : 27 mars 2009 (1re diffusion TV sur la chaine Sci-Fi)

## Distribution
- Ben Browder (VF : Maurice Decoster ; VQ : François Trude) : lieutenant-colonel Cameron Mitchell
- Amanda Tapping (VF : Hélène Chanson ; VQ : Hélène Mondoux) : lieutenant-colonel Samantha Carter
- Christopher Judge (VF : Thierry Mercier ; VQ : Jean-François Blanchard) : Teal'c
- Michael Shanks (VF : William Coryn ; VQ : Marc-André Bélanger) : Dr Daniel Jackson
- Beau Bridges (VF : José Luccioni ; VQ : Marc Bellier) : major-général Hank Landry
- Claudia Black (VF : Laurence Charpentier ; VQ : Anne Dorval) : Vala Mal Doran
- Currie Graham (VF : Guy Chapellier ; VQ : Benoît Gouin) : agent James Marrick
- Morena Baccarin (VF : Laurence Bréheret ; VQ : Pascale Montreuil) : Adria/Oricy
- Tim Guinee (VQ : Antoine Durand) : commandant Tomin
- Julian Sands : Doci
- Sarah Strange (VQ : Camille Cyr-Desmarais) : La Fée Morgane
- Michael Beach : Colonel Abe Ellis
- Gary Jones (VF : Sébastien Desjours) : sergent-chef Walter Harriman
- Martin Christopher : Major Kevin Marks
- Chris Gauthier : Hertis
- Eric Breker : colonel Reynolds
- Matthew Walker (en) : Merlin / Myrddin
- Fabrice Grover : Amelius
- Spencer Maybee : capitaine Binder

À la différence de la série Stargate SG-1, les Québécois ont fait leur propre version française, en raison de l'habitude de doubler localement les films.
 Source et légende : version québécoise (VQ) sur Doublage.qc.ca, et version française (VF) sur VoxoFilm

## Production

### Développement et scénario
Après avoir écrit le dernier épisode de la saison 10, Le Temps d'une vie, les producteurs ne savaient pas encore si Stargate SG-1 allait être renouvelée pour une onzième saison. Après l'annulation, l'idée était de faire des téléfilms pour clore une partie de l'intrigue,. L'arche de vérité va devenir l'élément central de ce premier film, SG-1 va le chercher pendant longtemps avant de pourvoir l'utiliser pour vaincre définitivement les armées Oris, l'ennemi principal depuis le début de la saison 9. Selon Michael Shanks, cet objet est classique voire déjà vu, mais il sert de trame à l'histoire en respectant l'aspect religieux et sacré développé pendant les derniers épisodes.
On en apprend également plus sur la chronologie dans l'univers fictif de Stargate. Par exemple, on découvre au début du film le personnage d'Amélius, chercheur qui fait partie de l'équipe de scientifiques anciens qui ont créé puis abandonné l'arche de vérité. Un peu plus tard, alors qu'il éteint l'arche, il est interpellé par une autre scientifique qui le prévient du départ imminent de leur vaisseau avant l'explosion de leur grotte. Il prend alors un cahier où sont dessinées des esquisses de porte des étoiles tout en disant à sa collègue qu'il a eu une idée géniale pendant la nuit : Amélius est l'inventeur de la porte des étoiles.

### Tournage

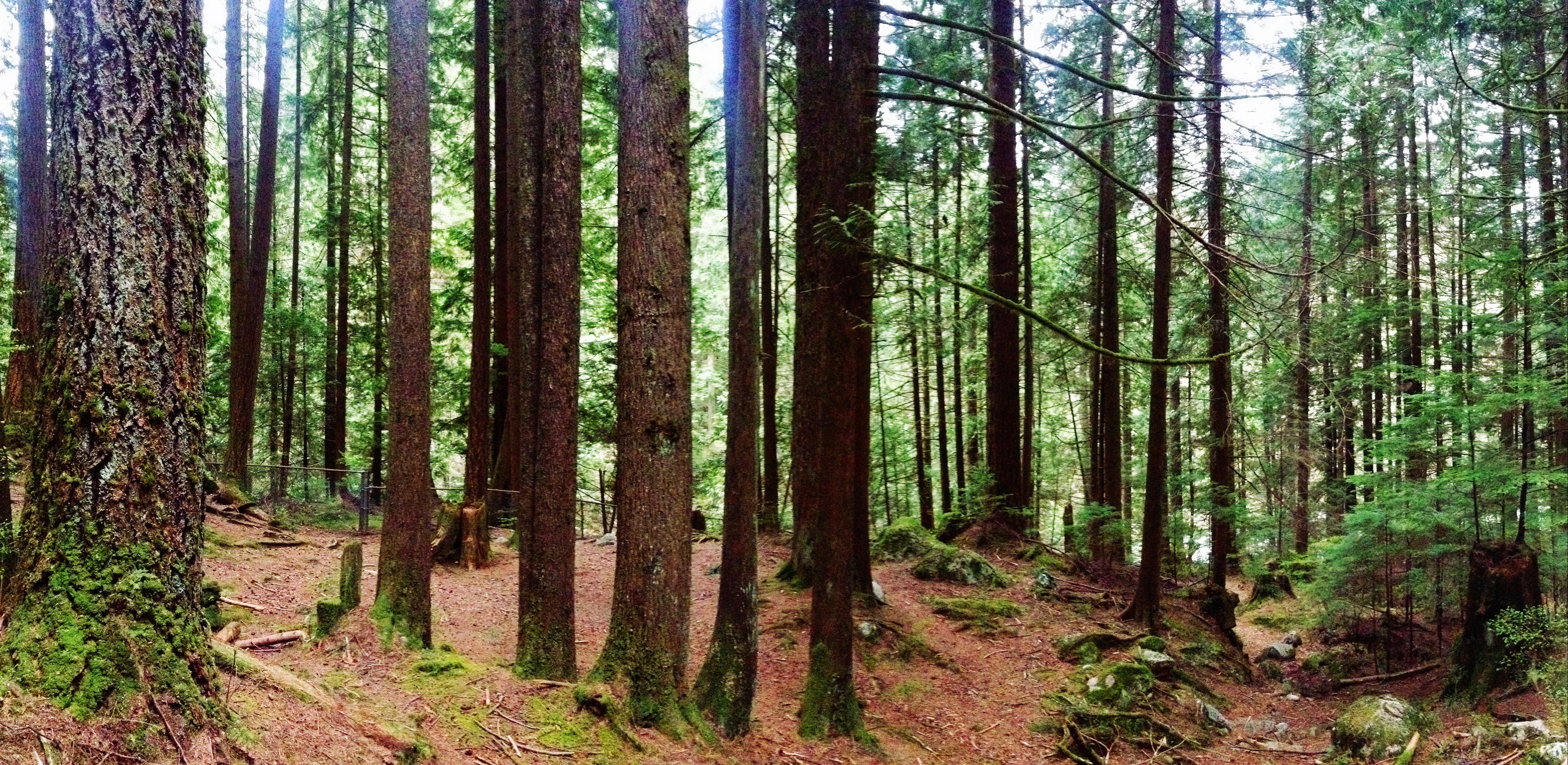
Forêt de Lynn Canyon.

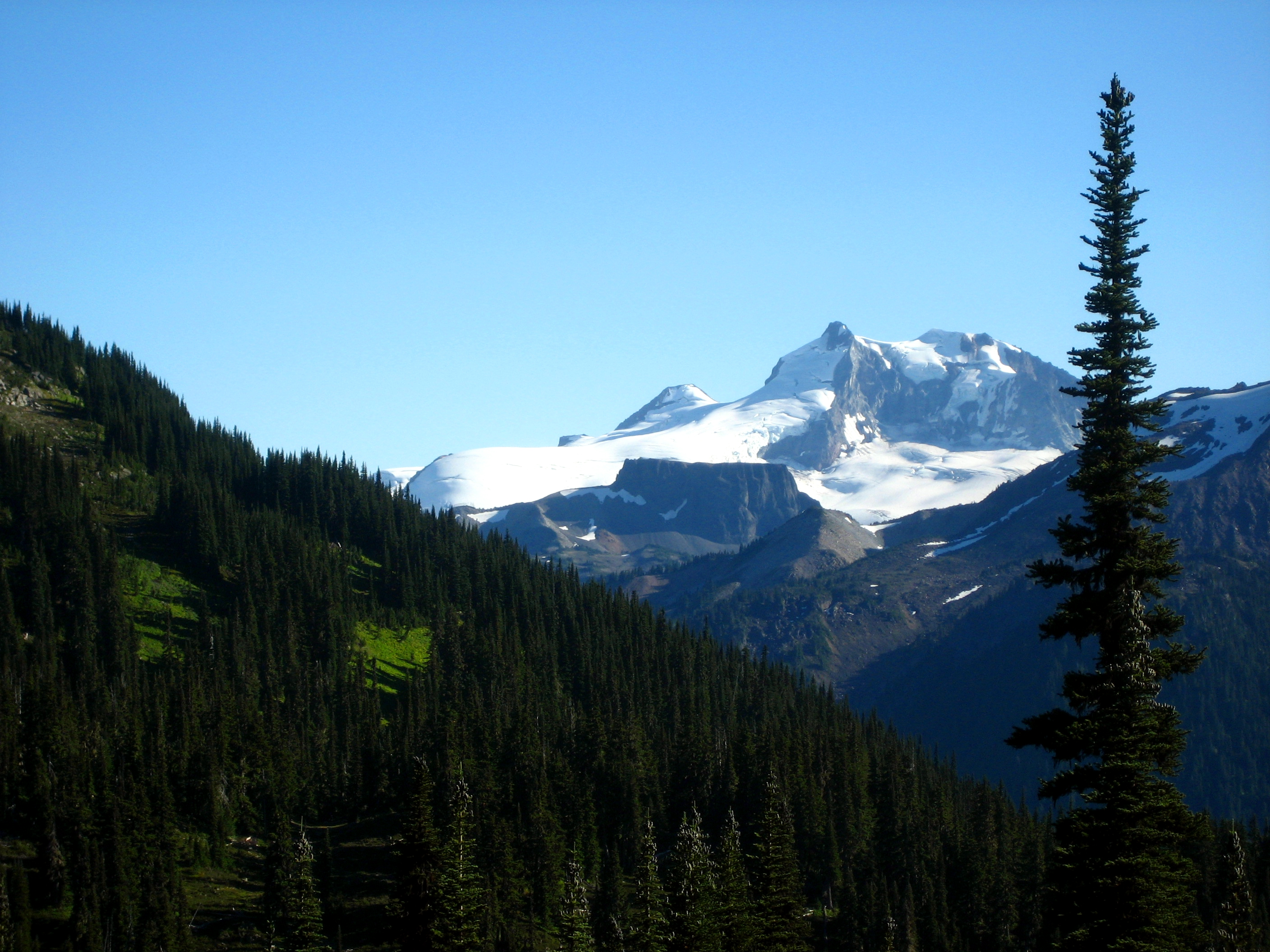
La Table apparait pour représenter Ortus Mallum, le lieu de fouilles dans la galaxie Ori.

Il est entré en phase de pré-production en mars 2007. Puis le tournage a commencé le 15 avril pour finalement passer en phase de post-production le 14 mai 2007. Comme le reste de la franchise Stargate, ce téléfilm a été tourné aux Bridge Studios à Burnaby avec les mêmes décors intérieurs pour le SGC ou les vaisseaux spatiaux.
La découverte de la véritable arche a été filmée dans la forêt de Lynn Canyon à North Vancouver.
La scène où Teal'c marche seul dans la montagne a été tournée à partir d'un hélicoptère, le scénariste lui donnant ses instructions grâce à une radio cachée dans son costume. Une autre prise pour les plaines de la planète Célestis, a elle été réalisée sur une plage de la ville de Surrey.

### Bande originale
Albums de Joel Goldsmith
Stargate : Continuum
(12 août 2008)
Le compositeur, Joel Goldsmith a travaillé avec un orchestre symphonique et un chœur du Northwest Sinfonia à Seattle,. Le générique d'ouverture reprend celui du film de 1994.

## Accueil

### Sorties et ventes
La sortie en DVD du téléfilm aux États-Unis a rapporté à la MGM et la Fox plus de 1,59 million de dollars dès sa première semaine de ventes, puis 1,38 million de dollars la deuxième semaine et enfin 1,19 million de dollars la troisième, soit un total de 4 160 000 $ en trois semaines. Au total, le DVD s'est écoulé à 1 367 490 exemplaires dès le premier mois.
L'Arche de vérité a été diffusé pour la première fois à la télévision américaine en prime-time le vendredi 27 mars 2009 sur la chaine Sci-Fi. En France, le film a finalement été diffusé sur Série Club et NRJ 12 en 2010,.

### Accueil critique
Le site francophone SciFi-Universe pour qui ce film permet de rattraper une fin de saison 10 « décevante » attribue une note de 8,5⁄10. Le budget plus important qu'un épisode de série se remarque et donne un effet « époustouflant » au niveau de l'environnement, des effets spéciaux et du son.
Dans sa critique, Darren Sumner, fondateur du site anglophone sur la franchise GateWorld, note une qualité d'image améliorée par rapport aux épisodes grâce à l'usage d'une pellicule de 35 mm. Il ajoute que le rythme de l'intrigue est aussi forcément plus lent qu'un épisode. Pour lui l'intrigue satisfera les fans ayant apprécié les deux dernières saisons de la série, mais ce n'est pas un film accessible à des néophytes de l'univers Stargate. Martin Liebman du site blu-ray.com confirme que ce film n'est fait que pour les fans de la franchise.
Le site IGN lui donne un score global de 7⁄10 ; le journaliste Cindy White trouve la solution apportée par l'arche trop simple, pratique mais pas assez réfléchie. Elle confirme cependant la bonne qualité générale du DVD, avec notamment la bande son : « les Réplicateurs donnant l'impression de ramper dans votre salon ».

## Éditions en vidéo
Le DVD est édité avec plusieurs suppléments en « bonus ». Il y a tout d'abord au chargement une bande annonce du second téléfilm Stargate : Continuum, puis au lancement du film la possibilité de visionner un prélude qui récapitule ce qui s’est passé lors des saisons 9 et 10 de Stargate SG-1 afin de permettre à des personnes ne suivant pas la série de comprendre l’histoire. Comme pour les DVD des saisons de la série, il est possible de revoir le film avec les commentaires audio des scénaristes, réalisateurs, producteurs et acteurs concernant le tournage des scènes.
Enfin, un documentaire sur les coulisses (cascades, effets spéciaux, lieux de tournage, décors…) et une vidéo des meilleurs moments de la convention de fans Comic-Con durant l’été 2007 à San Diego (États-Unis) : questions-réponses entre le public et les acteurs sont également présents sur le disque.